# Het papier van Cai Mo

Papier maken (Cai Lun)

Het papier van Cai Mo is een volksverhaal uit China.

## Het verhaal
Lang geleden werden schrifttekens ingetekend op latjes van bamboe, Cai Lun vindt het papier uit. Zijn schoonzus Huiniang ziet de winst en wil dat haar man Cai Mo in de leer gaat. Na drie maanden komt Cai Mo weer thuis om een eigen papiermakerij te beginnen. Zijn papier is grof en het wordt niet verkocht. Het hele huis ligt vol, maar Huiniang is schrander. Ze vertelt haar man wat hij moet doen. Om middernacht begint Cai Mo te huilen en de buren komen kijken. Huiniang ligt in een kist en Cai Mo steekt wat papier in brand. Hij vertelt dat niemand het wil kopen en zijn vrouw is gestorven door dit leed.
Dan begint Huiniang te schreeuwen en de kist wordt geopend. Ze zegt dat in de onderwereld met papier moet worden betaald. Ze mocht terugkeren uit de dood, omdat haar man papier verbrandde. Ze zingt een tijdje en zegt van schim weer tot mens gemaakt te zijn. De duivel liet de achterdeur open en zo kwam ze vrij. Cai Mo verbrandt nog twee bundels papier en de buren worden bedrogen. Het papier wordt verkocht en iedereen verbrandt het op de graven van de voorouders. Binnen twee dagen is al het papier verkocht.
Huiniang keerde volgens de traditionele kalender op de eerste dag van de Tiende Maand terug, hierdoor bestaat nog steeds de gewoonte om de graven te bezoeken en er papier te verbranden op de eerste van de Tiende.

## Achtergronden
Zie ook de Feestdagen in de Tiende Maand, de Chinese kalender, de Bamboe-annalen, voorouderverering, dodengeld, Geestenfeest en ritueel.